# Kenneth J. Sytsma
Kenneth J. Sytsma ( 1954 - ) es un profesor, biólogo, botánico, ecólogo estadounidense. En 1976 obtuvo su B.Sc en biología en el Calvin College. Y en 1970 fue M.A. en botánica y ecología, con honores, en la Universidad de Míchigan. En 1983, su Ph.D en la Universidad Washington en San Luis con la tesis: "Evolución y Biosistemática de Lisianthius skinneri (Gentianaceae) complejo de especies en América Central ". Parte de la investigación para su tesis doctoral la llevó a cabo en el Jardín Botánico de Misuri.
Desde 1985, Sytsma trabajó a la Universidad de Wisconsin. Desde 1994 es profesor de Botánica en la Universidad de Wisconsin. Se dedica a la investigación en los campos de la biología molecular de plantas, especialmente Ericales, Myrtales Onagraceae Gentianaceae Rapateaceae Bromeliaceae, Lobeliaceae , biología evolutiva y biogeografía de plantas tropicales.
Con amplificación polimórfica de fragmentos de longitud (AFLP), y otros métodos de toma de huellas de ADN examinando las variaciones genéticas y filogeografía de especies en peligro de extinción y de invasoras. Utiliza características moleculares para estudiar la evolución de los grupos de plantas. Para esas investigaciones trabajó con Thomas Givnish. Los grupos de plantas se centran en Hawái: Lobeliaceae, Bromelia de Venezuela y las familias de plantas Myrtaceae y Melastomataceae. Además examinó la filogenia a través de métodos tradicionales y de biología molecular; con Peter Raven. Examinó la filogenia de la familia Onagraceae y del orden Myrtales.
Junto con Givnish, son editores del Molecular Evolución & Adaptation Radiation desde 1997, y publicado por Universidad de Cambridge Pres. Sytsma es coautor de artículos en revistas científicas como American Journal of Botany, Annals of Botany, Anales del Jardín Botánico de Misuri, Botanical Journal of the Linnean Society, Revista Internacional de Ciencias de la planta Novon Kew Boletín, Diario Nórdico de Botánica, Philosophical Transactions of the Royal Society , Actas de la Academia Nacional de Ciencias Botánica Sistemática, Taxón. Es miembro de la "Sociedad Americana de Taxonomistas Vegetales", de la Sociedad Botánica de América y la Sociedad para el Estudio de la Evolución.
Según ISIHighlyCited.com  , Sytsma es de los científicos más citados en el campo de la botánica y la zoología.

## Algunas publicaciones
2010
- Schönenberger, J., M. von Balthazar, K. J. Sytsma. Diversity and evolution of floral structure among early diverging lineages in the Ericales. Philosophical Trans. of the Royal Soc. B 365: 437-448

2009
- Havran, J. C., K. J. Sytsma, H. E. Ballard. Evolutionary relationships, inter-island biogeography, and molecular evolution in the Hawaiian violets (Viola: Violaceae). Am. J. of Botany 96: 2087-2099
- Givnish, T. J., K. C. Millam, A. R. Mast, T. B. Paterson, T. J. Theim, A. L. Hipp, J. M. Henss, J. F. Smith, K. R. Wood, K. J. Sytsma. Origin, adaptive radiation, and diversification of the Hawaiian lobeliads (Asterales: Campanulaceae). Proc. of the Royal Society of London, Series B 276: 407-416
- Angiosperm Phylogeny Group. An update of the Angiosperm Phylogeny Group classification for the orders and families of flowering plants: APG III. Bot. J. Linnean Soc. 161: 105-121

2008
- Lopez, O. R., K. Farris-Lopez, R. A. Montgomery, T. J. Givnish. Leaf phenology in relation to canopy closure as a determinant of shade tolerance in southern Appalachian trees. Am. J. of Botany
- Givnish, T. J., K. C. Millam, T. T. Theim, A. R. Mast, T. B. Patterson, A. L. Hipp, J. M. Henss, J. F. Smith, K. R. Wood, K. J. Sytsma. Origin, adaptive radiation, and diversification of the Hawaiian lobeliads (Asterales: Campanulaceae). Proc. of the Royal Society of London, Series B
- Katinas, L., J. V. Crisci, R. S. Jabaily, C. Williams, J. Walker, B. Drew, J. M. Bonifacino, K. J. Sytsma. Evolution of secondary heads in Nassauviinae (Asteraceae, Mutisieae). Am. J. of Botany 95: 229-240

2007
- Givnish, T. J., K. C. Millam, P. E. Berry, K. J. Sytsma. Phylogeny, adaptive radiation, and historical biogeography of Bromeliaceae inferred from ndhF sequence data. pp. 3-26 in J. T. Columbus, E. A. Friar, J. M. Porter, L. M. Prince, M. G. Simpson (eds.) Monocots: Comparative Biology and Evolution – Poales. Rancho Santa Ana Botanic Garden, Claremont, CA

### Libros
- Thomas J. Givnish, Kenneth Jay Sytsma. 2000. Molecular Evolution and Adaptive Radiation. Cambridge University Press. 640 pp. ISBN 0521779294

## Honores
- 2001: recibió el Premio Alumni Achievement en Biología en la Western Michigan University

- La abreviatura «Sytsma» se emplea para indicar a Kenneth J. Sytsma como autoridad en la descripción y clasificación científica de los vegetales.[1]